# Восстание воронов
«Восстание воронов» — венгерский исторический сериал, снятый режиссёрами Робертом Дорнхельмом, Орси Нагипалем, Аттилой Шашем и Балашем Ленгелем, экранизация серии романов Бан Мора. Главные роли в нём сыграли Кадар Геллерт и Вивьен Руйдер. Премьерный показ состоялся 22 октября 2024 года в Каннах.

## Сюжет
Действие сериала происходит в середине XV века. Главный герой — правитель Венгрии Янош Хуньяди, который пытается остановить натиск османов.

## В ролях
- Кадар Геллерт — Янош Хуньяди
- Вивьен Руйдер
- Франтишка Тёрёчик — Мара Бранкович
- Ласло Матрай
- Эрно Фекете — Ульрих Цельский[2]

## Релиз и оценки
Премьерный показ сериала состоялся 22 октября 2024 года на MIPCOM в Каннах. В сентябре вышел первый тизер. На начало 2025 года запланирован показ «Восстания воронов» на MagentaTV+.